# Magdalena Korczyńska
Magdalena Wójcik (Korczyńska) (ur. 19 czerwca 1978 w Czeskim Cieszynie) – aktorka, lektorka oraz aktorka dubbingowa, tłumaczka i dialogistka.
Od 1998 związana z Teatrem Dzieci Zagłębia im. Jana Dormana w Będzinie. Znaczące role: Oksana w Diabelskich sztuczkach na podstawie Nocy wigilijnej M. Gogola (reż. A. Klucznik), Tom Canty – Żebrak w Księciu i Żebraku M. Twaina (reż. Dariusz Wiktorowicz), Małpka Czi-Czi w Zwierzętach doktora Dolittle H. Loftinga (reż. J. Bielunas) Dorotka w Czarnoksiężniku Oz (reż. K. Dworakowski), Maciuś w Królu Maciusiu J. Korczaka (reż. D. Wiktorowicz), Momo w Momo M. Ende (reż. M. Pasieczny), Elf w Chłopcu z gwiazd O. Wilde’a (reż. W. Malajkat) i wiele innych.
W latach 2008–2017 związana z Teatrem Polskim w Bielsku-Białej. W 2007 z grupą przyjaciół postanowiła założyć eksperymentalny teatr dla dzieci „Szklana Kula, Zielone Słońce”. Zespół liczy trzy osoby (Magdalena Korczyńska, Kamil Katolik, Karol Kojkoł). Pierwszy spektakl tego teatru Pan Kuleczka na podstawie opowiadań Wojciecha Widłaka, został ciepło przyjęty w Białostockim Teatrze Lalek, z którym teatr nawiązał stałą współpracę. „Szklana Kula, Zielone Słońce” planują łączyć spektakle dla dzieci z warsztatami logopedycznymi. Aktorka zagrała w filmie Lecha Majewskiego Krew poety. Jest również lektorką filmową. Współpracowała z lokalną siecią telewizji kablowej, obecnie nagrywa dla stacji Wedding TV.

## Polskidubbing
- W.I.T.C.H. Czarodziejki –
  - Will,
  - Taranee
- Pucca –
  - Ring-Ring,
  - Ssoso,
  - Maidens,
  - Jing-Jing
- Planeta Sketch – Uliczny Raper „Gruby”
- Jerry i paczka –
  - Tess,
  - Nauczycielka
- Odlotowe agentki –
  - Britney (odc. 63, 115-117, 130),
  - Geraldine (odc. 67, 87, 110),
  - Dominique (sezon 3-5),
  - Różne głosy
- Szkoła Shuriken – Okuni
- Rodzina Tofu – Pani Tofu
- Sonic X –
  - Cream,
  - Vanilla,
  - Lindsey Thorndyke
- Król szamanów –
  - Anna,
  - Elly
- MegaMan NT Warrior –
  - Yai Ayano,
  - Roll
- Dziwne przypadki w Blake Holsey High –
  - Madison,
  - Wendy
- Mroczna przepowiednia –
  - Juniper,
  - Claudia,
  - Violet
- Monster Buster Club –
  - John,
  - Mark,
  - Wendy,
  - Jenny/Oktobor,
  - Clarissa/Mroczny Transformer
- Zeke i Luther –
  - Kenny Coffey,
  - Lisa,
  - Garret „Śmierdziuch” Delfino
- Iron Man: Armored Adventures –
  - Pepper Pots (tylko sezon 1)
  - Komputer zbroi Iron Mana (tylko sezon 1)
- Jimmy Cool – Jimmy Cool
- Bajki z mchu i paproci – narrator
- Dougie w przebraniu
- Oswald – Stokrotka
- Prosiaczek Cienki – Krowa
- Rubbadubbers – Chlupka
- Hoobland – Roma